# Western swing

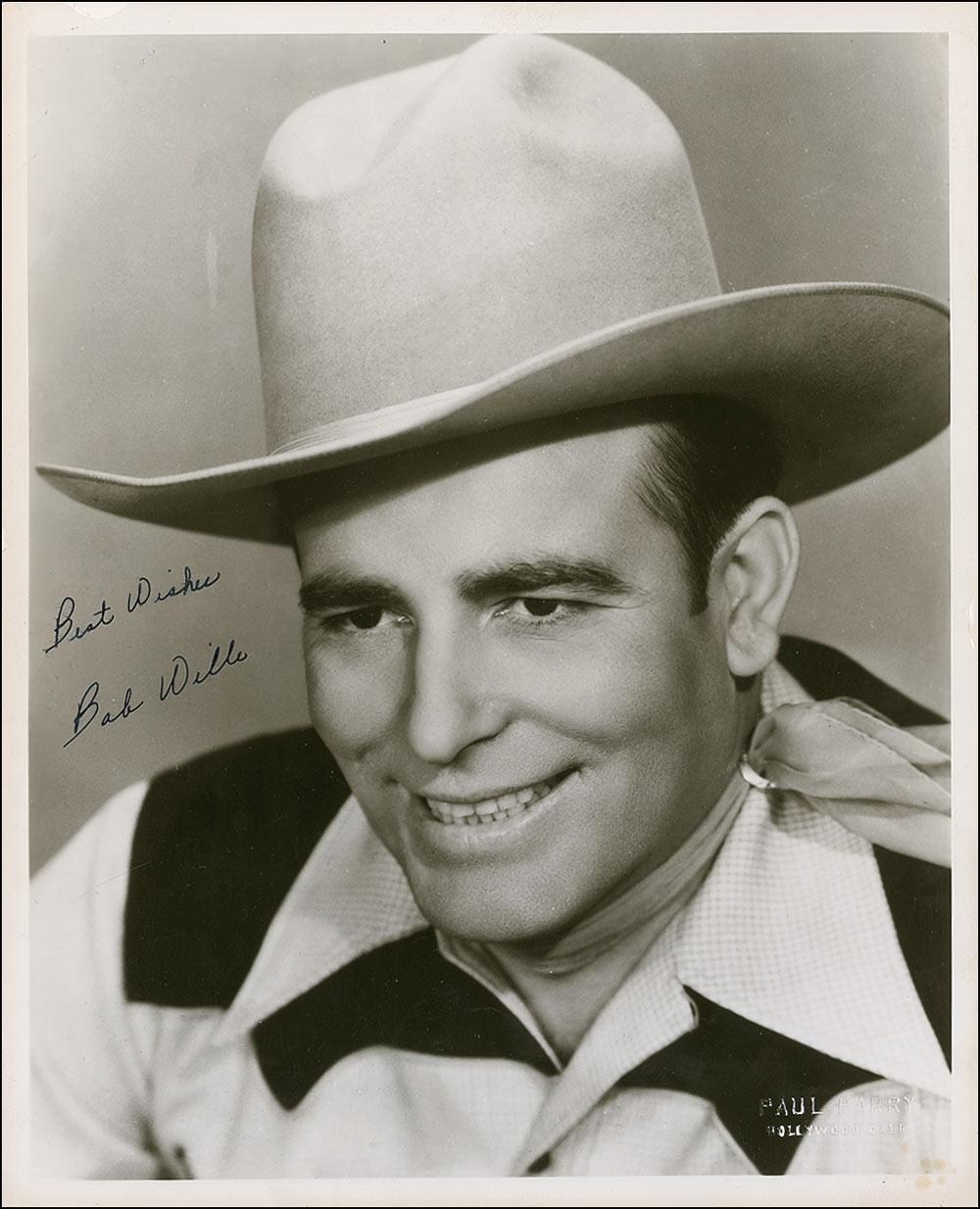
Bob Wills.

Western swing je subžánr populární hudby, který se vyvinul v malých amerických městech na přelomu dvacátých a třicátých let. Žánr slučuje country, big band, swing, neworleanský jazz, blues a folk
Western swing se později[kdy?] absorboval do rockabilly a rock and rollu.
Mezi některé western swingové umělce patří Bob Wills & Texas Playboys, Milton Brown & Musical Brothers, Light Crust Doughboys, Tex Williams, Bill Boyd, The Tune Wranglers, Jimmie Revard & Oklahoma Playboys.[zdroj?]